# Raphael Kandra
Raphael Kandra (* 29. Oktober 1990 in Fürth) ist ein deutscher Squashspieler.

## Karriere
Raphael Kandra begann seine Profikarriere im Jahr 2009 und gewann bislang 16 Titel auf der PSA World Tour. Darüber hinaus stand er in acht weiteren Finals. Seine beste Platzierung in der Weltrangliste erreichte er mit Rang 13 im Mai 2019. Auf nationaler Ebene zog Raphael Kandra 2013 erstmals ins Finale der deutschen Meisterschaft ein, scheiterte dort aber mit 1:3 an Simon Rösner. 2018 gewann er dann erstmals den Titel nach einem Finalsieg gegen Valentin Rapp. Im Jahr darauf und auch 2020 verteidigte er jeweils gegen Rapp seinen Titel. 2022, 2023 und 2025 besiegte er jeweils im Finale der Meisterschaft Yannik Omlor, 2024 besiegte er im Endspiel wiederum Valentin Rapp. Er ist aktuell im Kader der deutschen Nationalmannschaft und spielt in der 1. Squash-Bundesliga für den Paderborner SC. Mit der deutschen Nationalmannschaft nahm er 2009, 2011, 2013, 2017, 2019, 2023 und 2024 an Weltmeisterschaften teil. 2018 erreichte er als erster Deutscher bei den British Open das Halbfinale. Nach mehreren dritten Plätzen wurde Kandra 2019 nach einem Finalsieg über Borja Golán als erster deutscher Squashspieler Europameister.
Raphael Kandra ist als Sportsoldat Mitglied der Sportfördergruppe der Bundeswehr im Range eines Feldwebels. Er ist seit Juli 2017 mit Sina Wall verheiratet, die ebenfalls Squashspielerin war. Das Paar hat drei Kinder, darunter eine Tochter und einen Sohn.

## Erfolge
- Europameister: 2019
- Gewonnene PSA-Titel: 16
- Deutscher Meister: 7 Titel (2018–2025)